# Bajardo
Bajardo ist eine italienische Gemeinde in der Provinz Imperia in Ligurien. In der Umgebung wird auch der einzig nennenswerte DOC-Rotwein Liguriens angebaut – der Rossese di Dolceacqua.

## Lage und Einwohner
Die Gemeinde Bajardo liegt rund 40 Straßenkilometer westlich von der Provinzhauptstadt Imperia entfernt und hat 378 Einwohner (Stand 31. Dezember 2023).
Die Nachbargemeinden sind Apricale, Badalucco, Castel Vittorio, Ceriana, Molini di Triora und Sanremo.

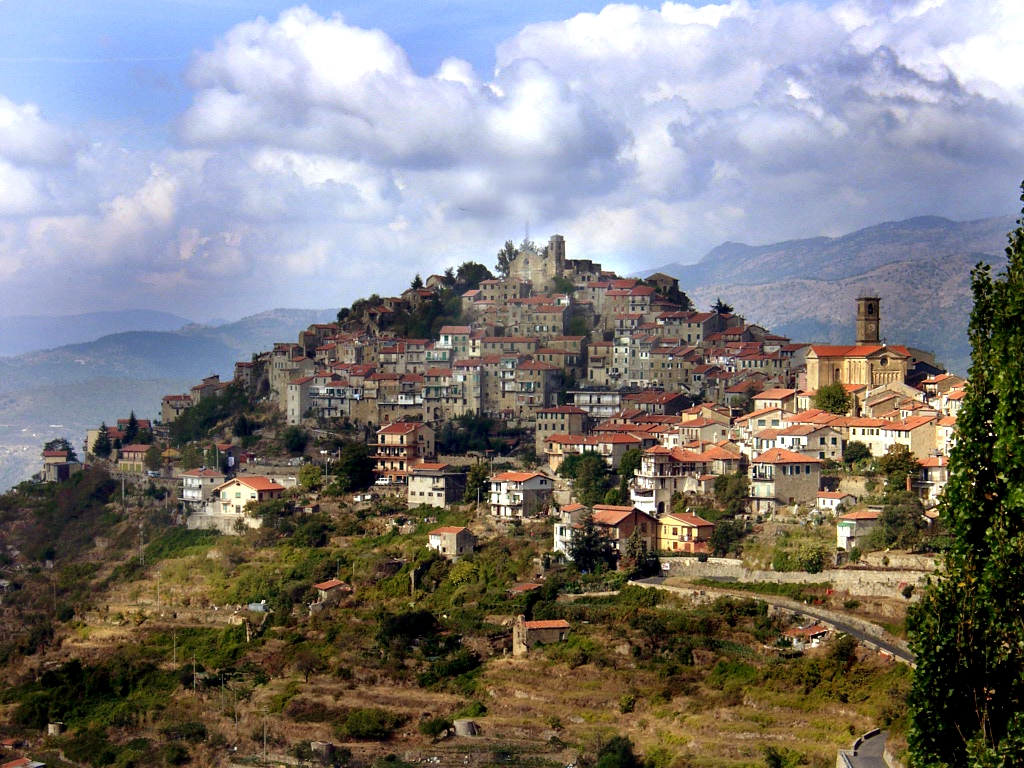
Panorama

### Bevölkerungsentwicklung
Die Bevölkerungsentwicklung von Bajardo ist seit 1911 von einem starken Rückgang gekennzeichnet. 1911 lebten noch 1582 Menschen im Ort und 2001 waren es nur noch 278 – dies entspricht einer Abnahme von über 80 %. Der Bevölkerungsrückgang konnte danach aber vorerst gestoppt werden.

## Geschichte

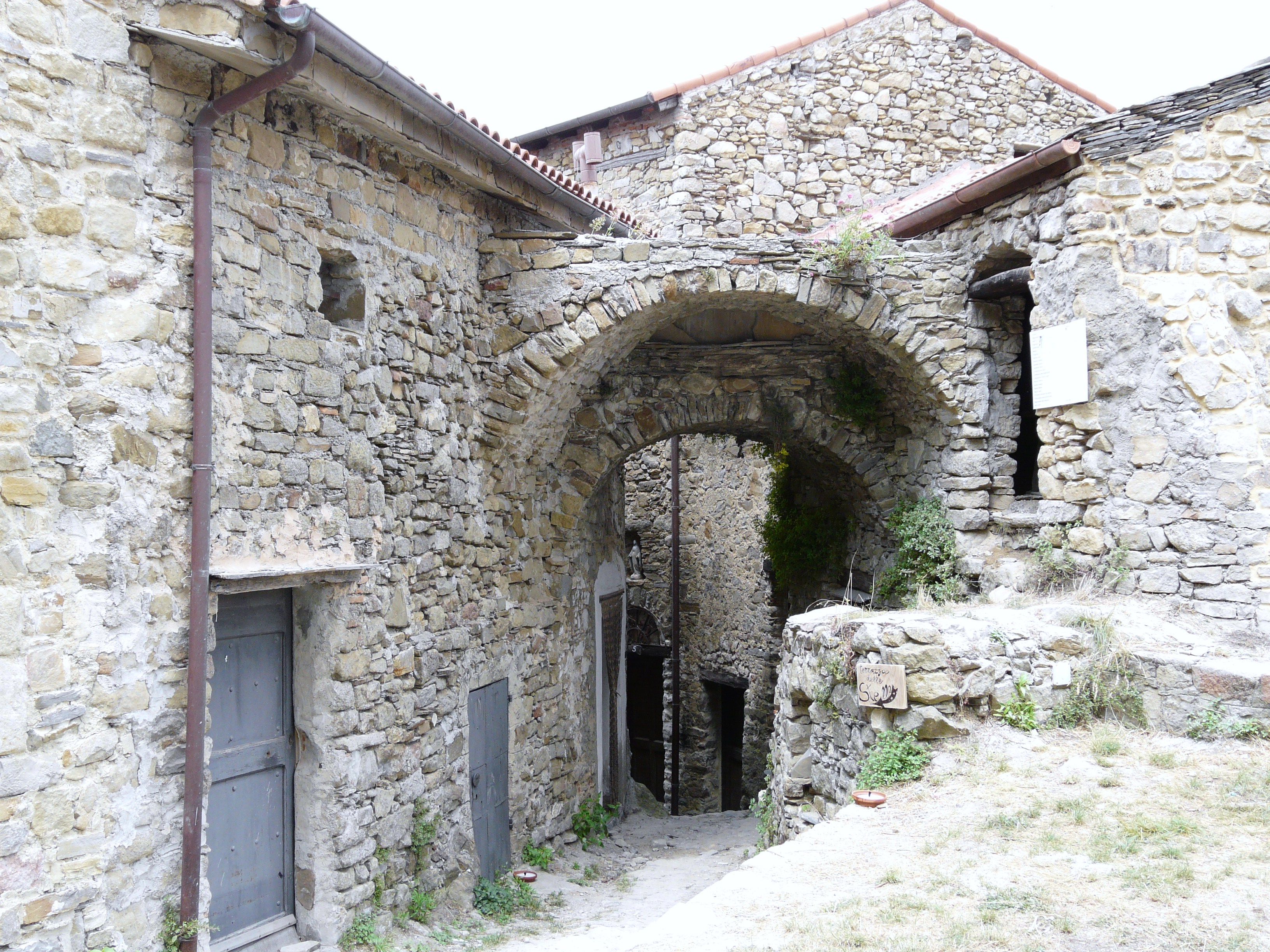
Bajardo - Burg

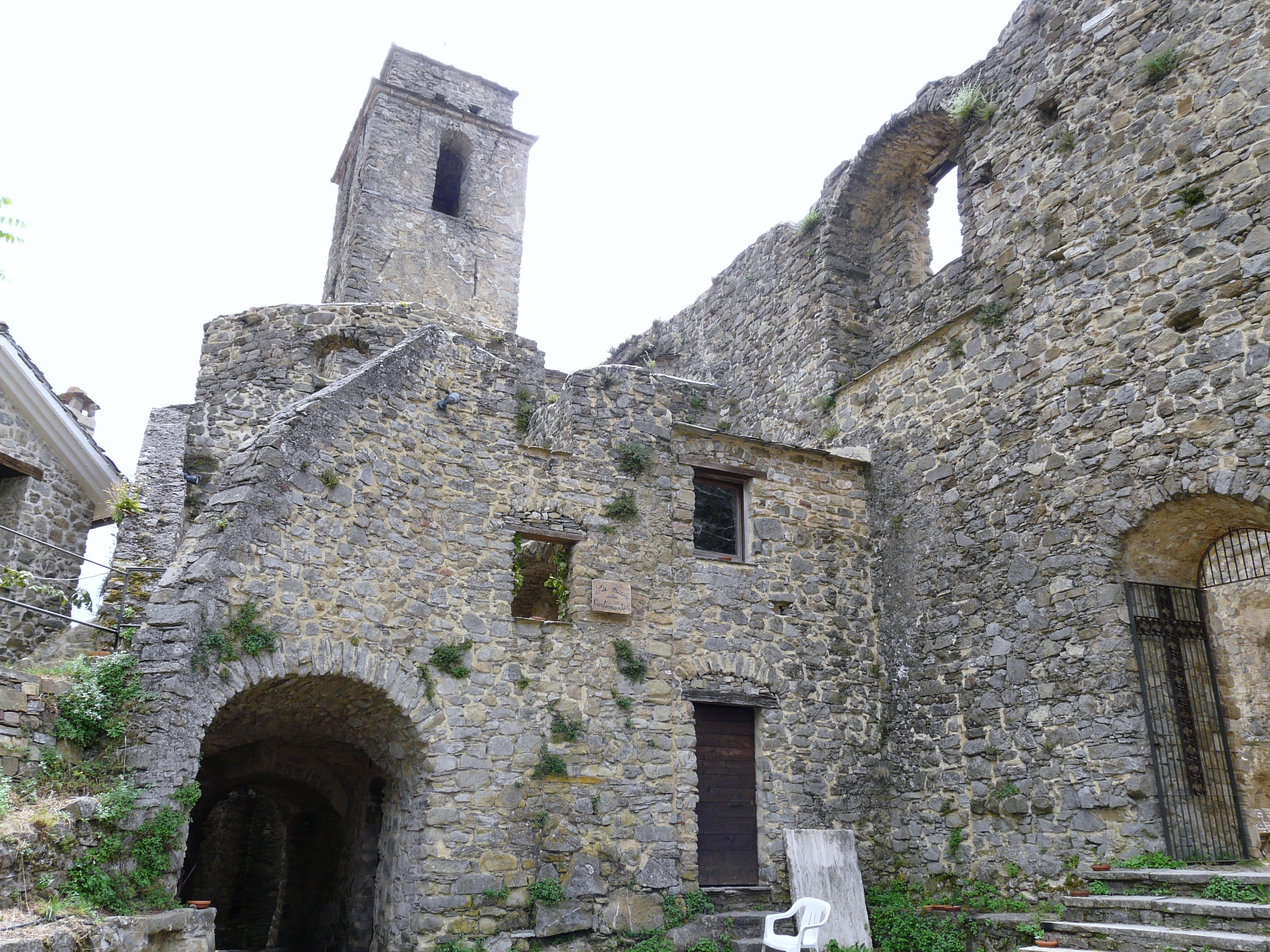
Die Ruinen der alten San Nicola Kirche

Der historische Ortskern des Bergdorfes Bajardos besteht schon seit dem ersten Jahrtausend vor Christus. Bevor die Römer kamen, um es auszubeuten, diente der Gipfel des Berges als Druidenschrein. Einige der historischen Steinobelisken sind über die Jahrtausende erhalten geblieben.
An die Stelle des Schreins wurde später eine Burg gebaut, die als Schutz für das umliegende Dorf diente. Dann wurde ein Teil dieser Schlossburg im 7. Jahrhundert durch eine Kirche ersetzt.
Gegen Ende des letzten Jahrhunderts, im Jahre 1887 versammelten sich circa 100 Bauern unter den Bögen dieser Kirche, um den Aschermittwoch zu feiern, bevor sie hinaus auf die Felder gehen wollten, um diese zu bestellen. Jedoch dazu kam es nicht mehr. Während des Gottesdienstes wurden die Berge von einem gewaltigen Erdbeben erschüttert und über 100 Menschen starben, als das Dach der Kirche zusammenbrach.
Nach dem Erdbeben verließen die meisten Leute ihre Häuser am oberen Berghang, obwohl diese nicht zerstört wurden und ließen sich weiter unterhalb desselben erneut nieder. Aber nicht alle. Ein mittelalterliches Haus wurde in den 1930er Jahren von einer Musikerfamilie westlich der Kirche auf der Kante eines terrassenförmigen Felsvorsprungs gekauft.

### Der Zweite Weltkrieg und der Verfall
Die Nation teilte sich in drei Lager. Die Faschisten, die Partisanen, die gegen die Faschisten kämpften, und die politisch unbeteiligten, die keine Partei ergreifen wollten. Die Region um Bajardo war eine Bastion der Partisanen mit äußerst gewalttätigen Aktivitäten. Die Musikerfamilie nahm nur Notiz von ihren Musikinstrumenten und ihrem musischen Leben und versuchte, den Krieg um sich herum zu ignorieren, bis sie 1944, nach einer Serie von Drohungen, gezwungen wurde, ihr Haus mitten in der Nacht zu verlassen.
Heute stehen zwar noch viele Häuser. Aber die Fenster sind inzwischen zerbrochen, die Farben und der Putz der Fassaden blättern ab. Wilder Wein hat den Stein und den terrassenförmig angelegten Berghang überwachsen. Aber die Wände, die die Häuser seit dem 14. Jahrhundert zusammengehalten haben, sind fest geblieben. Der Tourismus hat das Dorf praktisch unberührt gelassen.

### Die Wiederentdeckung Bajardos
Dank der Initiative der Verwaltung und des Gemeinderats wird das Dorf wiederhergestellt. Das verbliebene Mauerwerk der Kirche wurde konserviert, um weitere Schäden zu verhindern. Die Oberseite des Berges wird vereinzelt wieder bewohnt und noch vorhandene Hausüberreste werden restauriert oder wiederhergestellt.